# Nenax hirta
Nenax hirta är en måreväxtart som först beskrevs av Carl Friedrich Wilhelm Cruse, och fick sitt nu gällande namn av Salter. Nenax hirta ingår i släktet Nenax och familjen måreväxter.

## Underarter
Arten delas in i följande underarter:
- N. h. caliciphila
- N. h. hirta